# عمر جاتا
عمر جاتا (بالإنجليزية: Omar Jatta)‏ هو لاعب كرة قدم غامبي في مركز الهجوم، ولد في 1989 في بريكاما في غامبيا. لعب مع شتوتغارت كيكرز.

## وصلات خارجية
- عمر جاتا على موقع قاعدة بيانات كرة القدم.إي يو (الإنجليزية)
- عمر جاتا على موقع بيانات كرة القدم. دي إي (الألمانية)
- عمر جاتا على موقع عالم كرة القدم.نت (الإنجليزية)